# Elsa Faucillon
Elsa Faucillon, née le 6 août 1981 à Amiens (Somme), est une femme politique française.
Militante du Parti communiste français (PCF) depuis 2006, elle est élue conseillère municipale de Gennevilliers en 2014, conseillère départementale des Hauts-de-Seine en 2015, puis députée en 2017, dans la 1re circonscription des Hauts-de-Seine. Elle permet au PCF de revenir dans un de ses « bastions historiques » en Île-de-France, que le Parti socialiste lui avait ravi en 2012. Elle est réélue en 2022 dans le cadre de la NUPES, réalisant l'un des meilleurs scores de son parti. Elle est réélue au premier tour en 2024 dans le cadre du Nouveau Front populaire.

## Biographie

### Jeunesse et études
Elsa Faucillon naît à Amiens, dans la Somme, le 6 août 1981, d'un père technicien et d'une mère agent de la Sécurité sociale, tous deux permanents à la Confédération générale du travail. Elle grandit en région parisienne, à Colombes. Elle fait des études à l'université Panthéon-Sorbonne en histoire de l'art. 

### Parcours politique
Elle commence à militer en 2005 lors du référendum sur l’Europe puis contre le Contrat premier embauche (CPE). Elle adhère au Parti communiste français (PCF) en 2006, et s'installe en 2008 à Gennevilliers. Elle devient à la fois militante et salariée du PCF, chargée de communication. En 2013, elle se voit confier l'animation de la Fédération du Parti communiste dans le département des Hauts-de-Seine,. 
En 2014, elle devient conseillère municipale de Gennevilliers, dans l'équipe du maire communiste Patrice Leclerc. En 2015, elle est également élue conseillère départementale en binôme avec Gabriel Massou et siège dans l'opposition.
Elle intègre à l'automne 2016 le comité de rédaction de la revue Regards dont elle devient à l'été 2018 co-directrice de la société d'édition avec Clémentine Autain.
Désignée par son parti pour les élections législatives, avec comme suppléant Patrice Leclerc, elle emporte au second tour la première circonscription des Hauts-de-Seine, historiquement communiste mais qui avait élu un député socialiste lors des élections législatives de 2012,. Contrainte par la loi sur le non-cumul des mandats, elle choisit de rester député et conseillère départementale, deux assemblées où elle est dans l'opposition, et de laisser sa place dans l'équipe municipale de Gennevilliers.
Le 20 septembre 2017, François de Rugy, président de l'Assemblée nationale, annonce la nomination d'Elsa Faucillon comme présidente de l'un des groupes de travail visant à réformer l'Assemblée nationale. Son groupe de travail, intitulé « Ouverture de l’Assemblée nationale à la société et son rayonnement scientifique et culturel », comprend 10 députés de toutes étiquettes politiques. Elle prend position lors des débats sur la loi asile-immigration, au premier semestre 2018, une loi qu'elle trouve « inefficace et inhumaine »,.
Elle envisage de présenter un texte d'orientation au congrès de novembre 2018 du Parti communiste français. Lors du vote des militants en octobre, elle présente un texte avec Stéphane Peu qui propose une alliance avec La France insoumise et rassemble moins de 12 % des voix, alors que leur objectif se situait entre 15 et 20 %.
Elle est favorable à l'instauration du référendum d'initiative citoyenne, de même que La France insoumise.
En juin 2019, elle se joint à Clémentine Autain pour lancer un appel à un « big-bang de la gauche » qui réunit un millier de signataires et tient sa première réunion au cirque Romanès,.
En mai 2022, elle est réinvestie par le PCF, dans le cadre de la Nouvelle Union populaire écologique et sociale (NUPES), dans la première circonscription des Hauts-de-Seine pour les élections législatives,. À l'issue du premier tour, elle arrive largement en tête avec 54,26 % des suffrages exprimés, parmi les meilleurs scores de son parti, mais la forte abstention ne lui permet pas d'être directement élue. Elle est réélue au second tour avec 70,17 % des voix.
Candidate à sa réélection sous la bannière du Nouveau Front populaire lors des élections législatives anticipées de 2024, elle est réélue au premier tour avec 64,83 % des voix.

### Vie privée
Elle a pour compagnon un maître de conférences en sociologie, avec lequel elle a un enfant.

## Résultats électoraux

### Élections cantonales et départementales
| Année | Parti                   | Parti | Canton            | 1er tour | 1er tour | 1er tour | 2d tour | 2d tour | 2d tour |
| Année | Parti                   | Parti | Canton            | Voix     | %        | Rang     | Voix    | %       | Issue   |
| ----- | ----------------------- | ----- | ----------------- | -------- | -------- | -------- | ------- | ------- | ------- |
| 2011  |                         | PCF   | Canton de Puteaux | 480      | 3,74     | 5e       |         |         |         |
| 2015  | Canton de Gennevilliers | PCF   | 5 221             | 44,03    | 1re      | 9 195    | 75,94   | Élue    |         |

### Élections législatives
| Année | Parti  | Parti | Circonscription        | 1er tour | 1er tour | 1er tour       | 2d tour        | 2d tour | 2d tour |
| Année | Parti  | Parti | Circonscription        | Voix     | %        | Rang           | Voix           | %       | Issue   |
| ----- | ------ | ----- | ---------------------- | -------- | -------- | -------------- | -------------- | ------- | ------- |
| 2017  |        | PCF   | 1re des Hauts-de-Seine | 3 942    | 16,69    | 2e             | 10 955         | 55,18   | Élue    |
| 2022  | 13 218 | PCF   | 1re des Hauts-de-Seine | 54,26    | 1re      | 16 934         | 70,17          | Élue    |         |
| 2024  | 26 225 | PCF   | 1re des Hauts-de-Seine | 64,83    | 1re      | Pas de 2d tour | Pas de 2d tour | Élue    |         |